# Marco Sfogli
Marco Sfogli (Napoli, 4 aprile 1980) è un chitarrista italiano.

## Biografia
Sfogli intraprende sin da giovane il percorso musicale esibendosi con i genitori, entrambi musicisti, a Schwetzingen, in Germania. Nel 1989 gli viene regalata la prima chitarra elettrica e comincia ad esercitarsi sullo strumento ascoltando e tentando di emulare i suoi idoli di allora (Michael Jackson, Eddie van Halen e gli Europe fra i tanti). Nel 1992 intraprende lo studio della batteria, ma il suo interesse per la chitarra rinasce nel 1996 dopo aver ascoltato l'album Images and Words dei Dream Theater. Lo stile di Sfogli è principalmente improntato sul progressive metal e trae ispirazione da famosi chitarristi quali John Petrucci, Steve Lukather e Andy Timmons.
Ha all'attivo numerose collaborazioni con musicisti di fama internazionale. Dal 2005 è il chitarrista del gruppo solista di James LaBrie, cantante dei Dream Theater. Con LaBrie, Sfogli ha collaborato alle registrazioni delle parti di chitarra per gli album Elements of Persuasion (2005), Static Impulse (2010) e Impermanent Resonance (2013).
Nel 2008 Sfogli ha pubblicato il primo album da solista There's Hope, distribuito dalla Lion Music. Nel 2011 ha partecipato al Jason Becker's Not Dead Yet Festival nei Paesi Bassi, mentre l'anno successivo è stato pubblicato dalla Jam Track Central Records il secondo album in studio del chitarrista, intitolato reMarcoble.
Il 30 marzo 2015 ha annunciato il suo ingresso nella Premiata Forneria Marconi al posto di Franco Mussida. Il 3 ottobre 2024 viene ufficializzata la sua uscita dalla band per concentrarsi maggiormente sulla propria carriera solista.

## Strumentazione

### Strumentazione in uso
Marco Sfogli usa:
- Charvel Guitars
- Mezzabarba Amps
- Fractal Audio Axe FX II
- Kemper Profiling Amplifier
- corde Elixir Optiweb 10/46

Inoltre è endorser di:
- Charvel
- Mezzabarba
- Elixir
- EMG
- GruvGear
- Fractal Audio System

## Discografia

### Da solista
- 2008 – There's Hope
- 2012 – reMarcoble
- 2019 – Homeland
- 2023 – Welcome to Ooglyworld

### Con la Nuova Compagnia di Canto Popolare
- 2001 – La voce del grano
- 2005 – Candelora

### Con James LaBrie
- 2005 – Elements of Persuasion
- 2010 – Static Impulse
- 2013 – Impermanent Resonance
- 2014 – I Will Not Break EP (EP)

### Con la Premiata Forneria Marconi
- 2017 – Emotional Tattoos
- 2021 – I Dreamed of Electric Sheep - Ho sognato pecore elettriche

### Con gli Icefish
- 2017 – Human Hardware

### Collaborazioni principali
- 2003 – Marco Fasano - E già...!
- 2007 – Magni Animi Viri - Heroes Temporis
- 2007 – Jordan Rudess - The Road Home (chitarra in Dance on a Volcano)
- 2007 – The Alchemist II - The Alchemist II (chitarra in Last Minute Call/The Saviour)
- 2007 – Alex Argento - EGO
- 2007 – John Macaluso & Union Radio - Radio Waves Goodbye
- 2008 – Zeroesque - Multipick Technique (chitarra in Raining Sideways)
- 2009 – Shadrane - Temporal (chitarra in Temporal, Madoka, She Writes, Lanterns Dance, Manzanar, Babies in the Bath e in Dance of Solitude)
- 2009 – Adam Nitti - Liminal (chitarra in The Renaissance Man/Rebirth e in Distraction)
- 2010 – Project Damage Control - Mechanism (assoli di chitarra in Get Away, Who Are You, Take My Life, Take Me down, Lost Again e in Hell No Heaven Yes)
- 2010 – Utopia - Ice and Knives (chitarra in Walk Alone)
- 2010 – Creation's End - A New Beginning
- 2010 – Ray Riendeau - Atmospheres (chitarra in Cosmic Dust, The Alchemist e in Parasite)
- 2011 – Dino Fiorenza - It's Important (chitarra in Mr. Vester)
- 2011 – Guitar Addiction - A Tribute to Modern Guitar (chitarra in Mind's Labyrinth)
- 2012 – Neural FX - Abreaction (secondo assolo di chitarra in Matter of Time)
- 2012 – Grace L - Mondo magico (chitarra in Mondo Magico)
- 2012 – Virgil Donati - In This Life
- 2013 – Ray Riendeau - Transcend (singolo)
- 2013 – LALU - Atomic Ark (chitarra in Slaughtered)
- 2017 – Widek - Hidden Dimensions (chitarra in Deep and Shallow)